# Hana Wichterlová

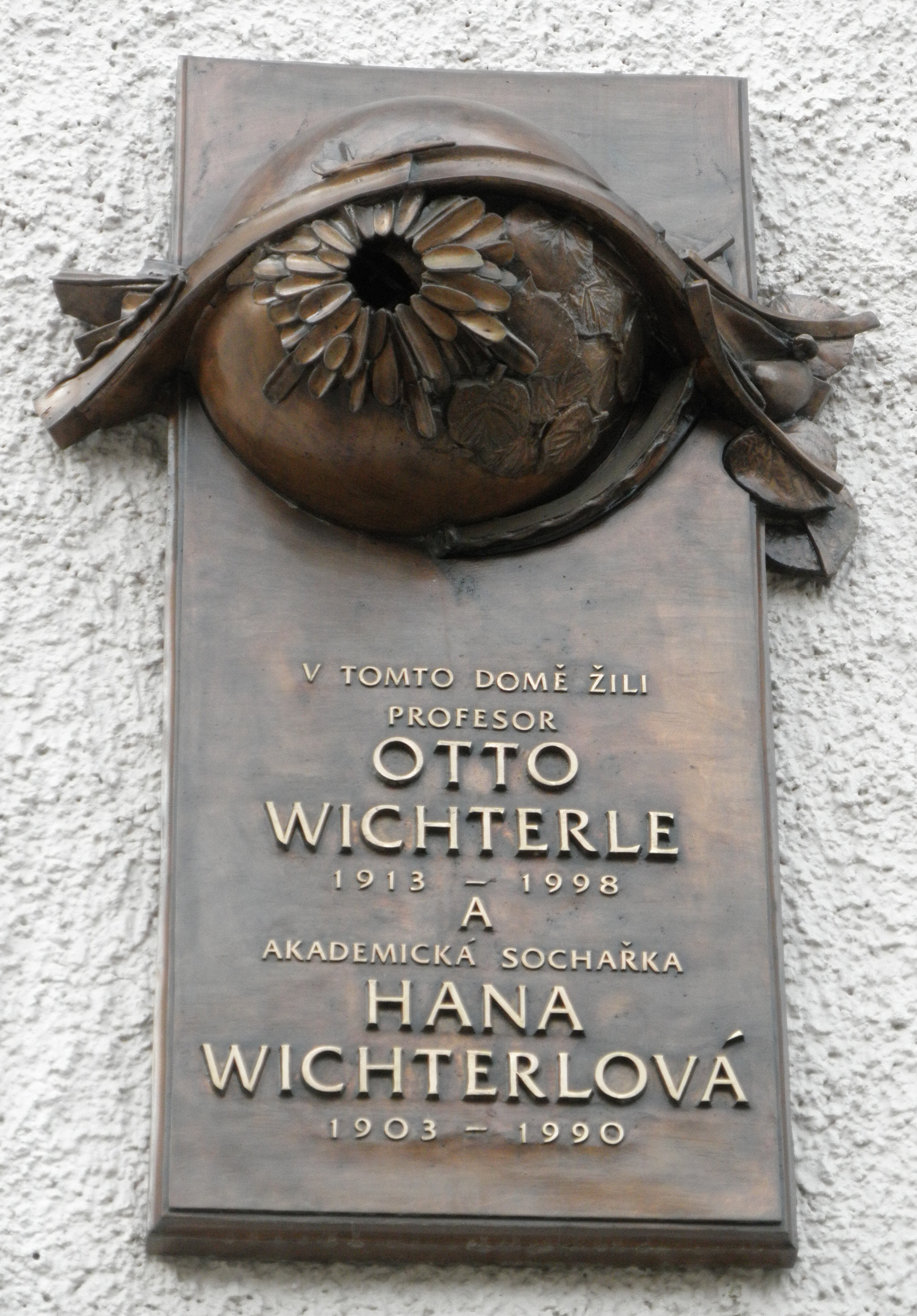
pamětní deska v Prostějově, kterou vytvořil Daniel Ignác Trubač

Hana Wichterlová, křtěná Anna Marie Filomena Pravoslava (2. března 1903 Prostějov – 29. srpna 1990 Praha) byla česká sochařka, jedna z klíčových osobností v českém sochařství 20. století, někdy je nazývána první dámou českého sochařství. Její sochařský styl předválečného období předznamenal směřování, kterým se české sochařství ubíralo. Její dílo nedostalo po druhé světové válce a v důsledku politické situace v zemi dostatek pozornosti, jakou si zasloužilo a upadlo v zapomnění. Do povědomí veřejnosti se znovu dostalo v šedesátých letech díky úsilí Petra Wittlicha. V současnosti je tak dílo Hany Wichterlové znovu uznáváno a respektováno jako důležitá součást moderního českého sochařství.

## Život
Pocházela z rodiny prostějovských průmyslníků, která spoluvlastnila továrny na zemědělské stroje. Firma později prošla fúzí s podnikem bratří Kováříků a stala se známou pod značkou Wikov. Touto transformací vznikl jeden z největších podniků svého druhu v celé Československé republice.
Rodina Wichterlových žila v nově postavené rodinné vile, která se nacházela v Nádražní ulici, dnešní Svatoplukově, číslo 53 v Prostějově. Hana byla prostřední z pěti sourozenců, mladší bratr byl chemik Otto Wichterle, vynálezce kontaktních čoček.
Hanin otec Karel Wichterle byl člověkem, který rozuměl významu peněz a materiálního úspěchu, ale zároveň si uvědomoval, že to není v životě to jediné. Byl osvíceným podnikatelem, který chápal, že umění a kultura mají své vlastní bohatství a hodnotu, která obohacuje lidský život. Matka Pravoslava (Justina), roz. Podivínská (*1878), byla dcerou statkáře a poslance Jana Podivínského. Wichterlová tak vyrůstala v prostředí, kde se kultura a umění staly nedílnou součástí jejího života. V mládí měla možnost setkávat se s různými osobnostmi, mezi nimiž byli i významní spisovatelé, básníci a umělci jako Jiří Wolker, Vítězslav Nezval, Arne Novák a architekt Jan Kotěra. Právě Kotěra si všiml Hanina výtvarného nadání a doporučil Wichterlovým, aby ji poslali na uměleckou školu.
V šestnácti letech Hana začala studovat sochařství u Jana Štursy na pražské Akademii výtvarných umění (1919–1925), spolu s dalšími významnými umělci jako Vincenc Makovský, Bedřich Stefan a Josef Wagner. Následujících pět let trávila společně s Vincencem Makovským v Paříži, kde mimo jiné chodila na přednášky Františka Kupky. Od roku 1931 byla členkou Spolku výtvarných umělců Mánes.
Za druhé světové války bydlela na farmě ve Smržicích, nicméně sochařské tvorbě se nevěnovala. Dne 28. listopadu 1942 se v Prostějově provdala za svého bývalého spolužáka sochaře Bedřicha Stefana. Zpět do Prahy se vrátila v roce 1948, ale se sochařskou tvorbou začala  znovu až v polovině padesátých let, kdy se věnovala veřejným zakázkám. V roce 1968 byla jmenována zasloužilou umělkyní.
Wichterlová strávila přes 50 let svého života v pražském ateliéru v ulici Újezd na Malé Straně, kde nejen tvořila, ale také bydlela a vystavovala svá díla spolu s manželem. Domeček, který v roce 1884 navrhl Gustav Patsch jako fotoateliér, objevila v polovině třicátých let. Od té doby zde vytvořila mnoho vynikajících uměleckých děl, která se stala součástí jejího uměleckého odkazu. V ateliéru se často potkávala s fotografem Josefem Sudkem a figurovala v jeho cyklu fotografií s názvem Zahrádka paní sochařky. Sem ji chodili navštěvovat Jaroslav Seifert, dramatik Josef Topol či Anna Masaryková, historička umění a vnučka prvního československého prezidenta. Wichterlová zemřela při práci ve svém ateliéru ve věku 87 let.

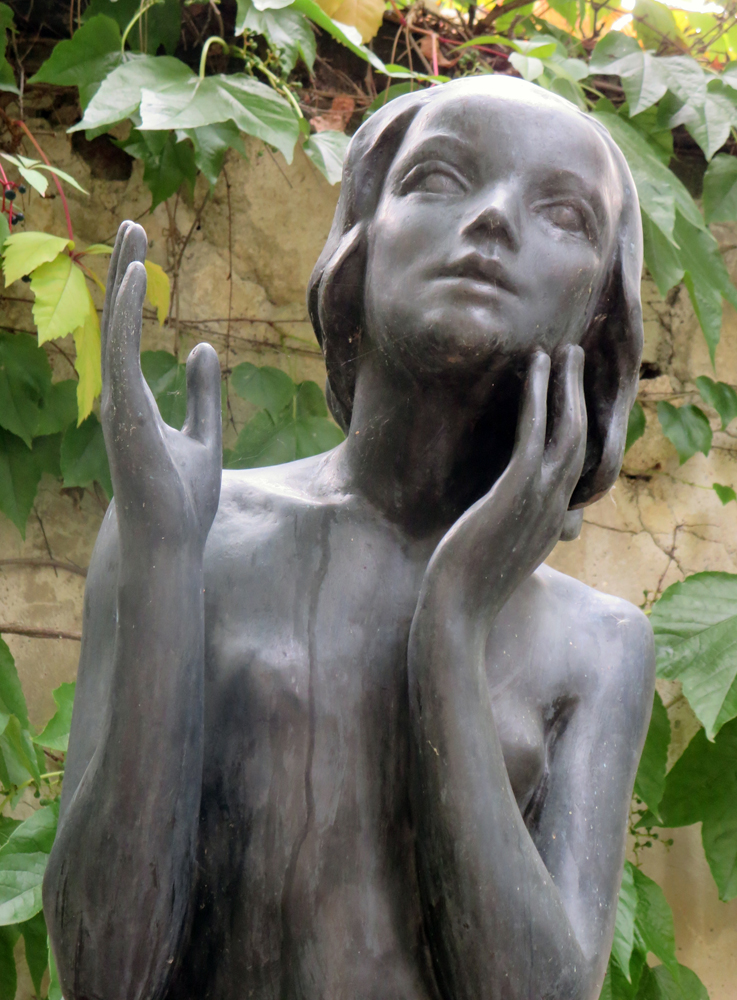
Údiv 1923

## Dílo
Patřila mezi nejvýznamnější československé sochaře meziválečné avantgardy. Na její tvorbu měl jen zpočátku vliv Jan Štursa. Většina jeho žáků se zajímala o tvorbu Otto Gutfreunda a byla ovlivněna francouzskými sochaři, zejména Constantinem Brâncuşim, který se proslavil díky svému radikálnímu zjednodušení sochařských forem a důrazu na jejich skrytý, vnitřní základ. Wichterlová též tvořila v duchu neoklasicismu, později kubismu.
Prošla tradičním figurálním výtvarným vzděláním, její absolventskou prací byla plastika Údiv, která je považována za mistrovské dílo. Na konci dvacátých let 20. století začala rozvíjet nový přístup k sochařským formám, který čerpal ze tří hlavních zdrojů: zájmu o přírodu, východní filozofie a inspirace současným francouzským sochařstvím a dílem Constantina Brâncuşiho. Pobyt v Paříži představoval pro Wichterlovou důležité období, které ovlivnilo její umělecký vývoj. Mezi její významná díla pařížského období patří Stojící dívka, Torzo s vázou, Kompozice nebo Sousoší. Zájem o východní filozofii vyvrcholil v poválečném období, kdy vytvořila sérii meditativních hlav – Černou hlavu (1955) a Vivekanadu (1956–1958). V 60. a 70. letech navázala na přírodní motivy z předválečného období díly Pecka (1964), Lusk (1967) a Jádro (1976).

### Podobizna Vincence Makovského
Výraznou odchylku od tradičního portrétního sochařství představuje Podobizna Vincence Makovského (1926–1928). Tato neobvyklá tvůrčí volba byla opět inspirována dílem Constantina Brâncuşiho. Namísto zachycení individuálních rysů a tváře portrétovaného přeměnila Wichterlová hlavu do elementární formy s hlubokým zářezem místo obličeje, který zcela postrádá antropomorfní rysy. Místo toho se snažila prostřednictvím zjednodušených tvarů vyjádřit esenci přítelových charakteristických rysů a osobnosti.

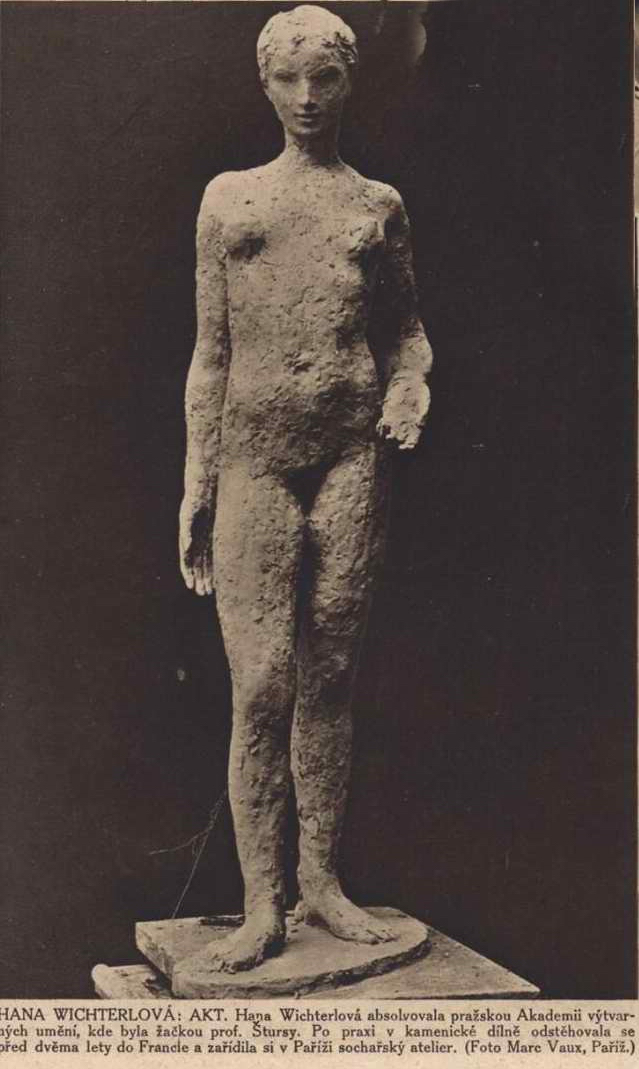
Hana Wichterlová: Akt (foto Pestrý týden, 1928)

### Torzo s vázou
Torzo s vázou (1928–1929) zachycuje zjednodušenou a abstraktní interpretaci ženské postavy, jež se naklání pod tíhou ovoidního břemena, které nese.

### Kompozice
Kompozice (1929–1930) vznikla jako návrh na fontánu a představuje abstraktní a odhmotněnou interpretaci figurálního motivu. Inspirací pro toto dílo byl jednoduchý motiv – rozkrojení pomeranče. V této plastice jsou ruce stylizovány do formy kubizujících ramen, které svírají pomeranč ve tvaru koule umístěné uprostřed kompozice, který je rozkrojen vertikální obdélnou plochou. Tímto způsobem Wichterlová transformovala konkrétní pohybový motiv do složité, do prostoru otevřené sestavy organických a geometrických tvarů.

### Pupen
Ve svých dalších dílech se inspirovala rostlinnou morfologií, zaměřovala se na jednoduché, přirozené tvary, které symbolizují přírodní růst a životní energii. Jednou z prvních soch s tímto organickým přístupem je radikální plastika Pupen, jež je považována za jednu z nejdůležitějších soch české meziválečné avantagardy. Pochází z roku 1932, původně se jmenovala Kohoutek a poprvé byla vystavena na výstavě Poesie 1932. Socha byla inspirována motýlokvětou rostlinou a autorku zaujala svou jednoduchou formou a vitalitou rostlinného růstu. Wichterlová vysvětlila, jak vznikl název díla:
„Napřed se jmenoval Kohoutek, poněvadž nějak se to musí pokřtít, a kohoutek je rostlina, motýlokvětá, a má podobný pupen. Název Kohoutek nedělal dobrotu, poněvadž lidé mně říkali – ano to je vidět, jak se ten kohoutek zpupně vzpírá! (…) No to mě dorazilo k tomu, abych to nějak rozumě překřtila.“

### Mahulena
Tato plastika představuje unikátní kompozici, která spojuje motiv stromu a ženského těla, tvořící tak jakousi symbiózu mezi přírodou a člověkem. Přestože autorka na ní pracovala pětatřicet let, dílo zůstalo nedokončené. Mahulena se stala symbolem Mezinárodního sochařského sympozia Hany Wichterlové v Prostějově, které se zde pořádalo po dobu deseti let.

## Zastoupení ve sbírkách
- Národní galerie v Praze
- Moravská galerie v Brně
- Galerie hlavního města Prahy
- Severočeská galerie výtvarného umění v Litoměřicích
- Alšova jihočeská galerie v Hluboké nad Vltavou
- Galerie Benedikta Rejta, Louny
- Muzeum umění Olomouc

## Autorské výstavy
V roce 1988 se vzdala vlastní výstavy, která se plánovala k jejím pětaosmdesátým narozeninám v pražské Nové síni, ve prospěch mladých pražských výtvarníků.
- 1990/91 Hana Wichterlová: Sochařské dílo, Galerie umění Karlovy Vary, Galerie výtvarného umění v Chebu, Orlická galerie v Rychnově nad Kněžnou, Kabinet grafiky, Olomouc
- 2000 	Hana Wichterlová, Galerie výtvarného umění, Litoměřice
- 2001 	Hana Wichterlová, České muzeum výtvarných umění, Praha
- 2013 	Hana Wichterlová: Momenty růstu – Sochařské dílo Hany Wichterlové, Muzeum Prostějovska, Prostějov, Galerie výtvarného umění v Hodoníně, Galerie umění Karlovy Vary

## Kulturní odkaz
V roce 2017 plánovalo vedení Prahy 1 prodat ateliér se zahradou spolu se sousedním domem do soukromých rukou. Rodina i širší veřejnost proto vyzvala k záchraně památky. Starosta Prahy 1 Oldřich Lomecký se k výzvám stavěl chladně s tím, že se jedná jen o "budku, která se hodí jako sklad na nářadí". Ministerstvo kultury v roce 2018 ateliér prohlásilo kulturní památkou a hlavní město se jej rozhodlo zrekonstruovat a zpřístupnit veřejnosti. Nově zvolený starosta Prahy 1 Pavel Čižinský v lednu 2019 prohlásil, že nové vedení radnice s převodem na hlavní město i se zřízením galerie souhlasí a nebude projektu stát v cestě.